# Zrínyi I. Péter
Zrínyi I. Péter (horvátul: Petar I. Zrinski, ? – 1446) horvát-magyar nemes, a Šubić nemzetségből származó zrinyi gróf, Zsigmond király udvari lovagja.

## Családja
Zrínyi I. Pál zrinyi gróf fia, és Zrínyi I. György zrinyi gróf unokája volt. Egy Miklós nevű fiútestvére és két lánytestvére (Anna és Margit) volt. Összesen kilenc gyermekéről tudunk, akik közül II. Péternek és II. Györgynek voltak leszármazottai. A Zrínyi család későbbi tagjai mind tőle származnak.

## Élete
Zrínyi Péter 1408. október 25-én bukkan fel az írásos forrásokban, amikor a zágrábi káptalan előtt örökösödési szerződést köt unokatestvérével bribiri Šubić II. Jakabbal. Megállapodtak abban, hogy aki korábban gyermek nélkül hal meg, az minden vagyonát az életben maradóra hagyja, nehogy más család, vagy nemzetség kezébe kerüljön. Ismert, hogy Zsigmond nevében Jakab gróf tárgyalt Hervoja spalatói herceggel, Zágrábi tartózkodása talán ezzel van összefüggésben.
A továbbiakban Zrínyi Péter apjától eltérően egy hatalmaskodó, több esetben törvényszegő főúr képében jelenik meg a történeti forrásokban. Feltételezhetően még 1411 előtt kelt az a levél, melyet Chudich István blinai kereskedő intézett Bátmonostori Töttös Lászlóhoz. Ebben leírja, hogy Lack fia Miklós, amikor Chudich áthaladt birtokán, „feltartóztatta és csak három aranyforintnyi jótállás ellenében bocsátotta szabadon azzal, hogy Töttös emberei vettek el egy ökröt a hozzá költöző jobbágytól, pedig Zrínyi Péter emberei tették azt. Most nem mer kimozdulni, mert fél, hogy jótállói elfogják és kiszolgáltatják Lack fiának, Miklósnak.”
 Péter gróf a saját apjával is birtokvitába keveredett. A király, apja Pál kérésére Csupor Pál bán által az apa oldalán beavatkozott a közte és apja közti konfliktusba, mely két falu birtokáért folyt. Az apa, Zrínyi Pál 1414. augusztus 18-án hunyt el Zágrábban.
1418. augusztus 6-án szántói Lack Dávid szlavón bán Zágrábból ír levelet a csázmai káptalanhoz, melyben utasítja a káptalant, hogy tartson vizsgálatot Blinai Töttös László fiai panaszára, amely szerint „Zrínyi Péter fegyveres familiárisaival és jobbágyaival teljesen elpusztíttatta Blina nevű birtokukat, itteni jobbágyaik állatait elhajtatta és javait elhordatta. Több jobbágyasszonyt ruháiktól megfosztatta, officiálisukat megsebesíttette, mindezzel nekik ezer aranyforint körüli kárt okozva.”  Zsigmond király 1419. december 1-jén Kuttenbergben kelt leveléből arról értesülünk, hogy Zsigmond a török ellen teljesített szolgálataiért elengedi udvari lovagjának, Zrínyi Péternek a fej- és jószágvesztés büntetését, amelyet hatalmaskodásai miatt rótt ki rá, de kötelességévé teszi, hogy a megkárosítottaknak adjon elégtételt. Zrínyi Péternek ezt a török elleni harcát, melyről egyéb forrás nincs, 1416-ra teszik. 1421. február 28-án Zrinyben kelt oklevele szerint Zrínyi Péter gróf Marcali Dénes szlavón bán kérésére különös védelmébe fogadja nővérének és unokáinak, Bátmonostori Töttös László özvegyének és fiainak blinai birtokait. 1421. július 23-án Zsigmond király Pozsonyból levelet küld Marcali Dénes szlavón bánhoz vagy vicebánjaihoz azzal, hogy foglalják vissza Semow, Grandya és Gradicza birtokokat Zrínyi Pétertől udvari apródja, Bátmonostori Töttös János és testvérei számára, és oltalmazzák meg őket azokban.
1424. április 14-én Zágrábban György zágrábi ispán és Bertalan szolgabíró feljegyzik, hogy Szomszédvári Tót László kérésére kiküldték Mlakai Miklós szolgabírót, aki visszatérve jelentette, hogy vizsgálatot tartva megtudta, miszerint előző év Miklós napja körül (dec. 6.) Mikcsovci Prépost János és társa, Erdélyi Péter urukkal, Zrínyi Péterrel és más cinkosaikkal megvívták Kosztanica nevű várát, ahol négy familiárisát megölték, négyet elfogtak, négynek pedig életveszélyes sebeket okoztak. Ugyanők 1424. márc. 19. körül fegyveresen az ő Ócsicse birtokára törtek, ahol jobbágyait kifosztották.
1425. június 19-én a zágrábi káptalan feljegyzi, hogy Cillei Hermann varasdi ispán, szlavón bán május 28-án kelt bírói intézkedése és iktatóparancsa értelmében kanonoktársuk Chusa-i Gergely mester jelentette, hogy Szentháromság vasárnapja utáni hétfőn (jún. 4.) „kimenve (a Zágráb megyei) Chuthkowch és Zombathowch birtokokra a szomszédok és határosok jelenlétében ellentmondás nélkül bevezette azokba Zrínyi Pétert.”  November 12-én a zágrábi káptalan feljegyzi, hogy Cillei Hermann varasdi ispán, szlavón bán október 26-i utasítása értelmében Simon és Júdás ünnepén (okt. 28.) kimentek a Gorabrokun, Zlivye, Hudethyn, Sobotische és Lesnicha birtokokon lévő részekre, ahol összehívva a szomszédokat és határosokat a báni ember bevezette azokba Zrínyi Péter mestert.
1426. április 25-én Filippo Maria Visconti milánói herceg Milánóból levelet ír Zsigmond királyhoz. Ebben miután Zrínyi Péter felesége, Klára asszony leveléből értesült, hogy Zrínyit Zsigmond hamis vádak alapján fogságba vetette, közbenjár érdekében és kéri szabadon bocsátását, mivel mindig Zsigmond hűséges hívének ismerte. 1426. szeptember 29-én Filippo Maria Visconti milánói herceg Zrínyi Péter feleségéhez Abbiatéból írt leveléből kiderül, hogy Zrínyi még mindig fogságban van. Sajnálatát fejezi ki, hogy férje fogságban van, és tudatja, hogy az ügyében újból levelet intézett Zsigmondhoz és a nála lévő követét, Lodovico Sabinit is megbízta, hogy férje kiszabadulásának érdekében minden lehetséges módon járjon közbe.